# 傅永
傅永（?—516年），字修期。清河人。
自幼跟随叔父傅洪仲和张幸從青州入魏國。不久又投奔南方。能以手抓住马鞍，倒立在马上驰骋。二十多歲開始发愤读书，涉猎经史。从东阳禁防转任崔道固的城局参军，后与崔道固一起降归朝廷。王肃任豫州刺史，以傅永为建武将军、平南长史。南齐大将魯康祚入侵豫州，王肃令傅永率三千精兵迎击。当时鲁康祚等驻军在淮水南岸，傅永在离淮水十里的北岸扎营。傅永知南方人好夜襲營舍，遂將部隊分為二部，在營外埋伏，又密令士兵用葫蘆瓢盛火，渡到淮河南岸埋伏，並告戒说:“见到齐兵火把燃起，也把葫芦里的火把点燃”。當夜魯康祚果然率軍搶渡淮河，準備偷襲魏營，不幸遭到傅永的埋伏，銳氣頓挫，鲁康祚於慌亂中坠河死。又擊破齐将裴叔业。孝文帝称赞说：“上马能击贼，下马作露布，唯傅修期耳。”
中山王元英出征义阳，以傅永为宁朔将军、统军，傅永以七十歲高齡被射伤左股，拔箭再戰，終於大破敌军。平定义阳後，元英命司馬陸希道撰寫告捷文書（露板），陸希道完成後，元英嫌他寫得囉嗦，命傅永修改，傅永去其繁冗，只簡單的敘述作戰經過。元英很滿意說：“觀此經算，雖有金城湯池，不能守矣。”熙平元年（516）卒。赠安东将军、齐州刺史。葬於贝丘，今墓在張店區傅家鎮向陽村。

## 延伸阅读
[在维基数据编辑]
 《魏書/卷70》，出自魏收《魏书》
 《北史·卷045》，出自李延壽《北史》